# Evolvulus ericifolius
Evolvulus ericifolius là một loài thực vật có hoa trong họ Bìm bìm. Loài này được Mart. ex Schrank mô tả khoa học đầu tiên năm 1822.